# Glauvarovia mendizabali
Glauvarovia mendizabali is een rechtvleugelig insect uit de familie Pamphagidae. De wetenschappelijke naam van deze soort is voor het eerst geldig gepubliceerd in 1945 door Morales-Agacino.